# 15584 Yumaokamoto
15584 Yumaokamoto este o planetă minoră (asteroid) din centura de asteroizi. A fost descoperită pe 5 aprilie 2000 la Experimental Test Site⁠(d) de Lincoln Near-Earth Asteroid Research. 
Obiectul prezintă o orbită caracterizată de o semiaxă mare de 2,8467622 UAi, o excentricitate de 0,06, o înclinație de 13,49409 ° în raport cu ecliptica.